# Ich hân mîn lêhen
Ich hân mîn lêhen (Lachmann 28,31) ist ein Gedicht von Walther von der Vogelweide, das in der manessischen Liederhandschrift zu finden ist. Das Gedicht ist ein Teil des König Friedrichstons, in der es der zehnte Spruch ist. Hierin äußert Walther seine Dankbarkeit für den Erhalt eines Lehens. Wahrscheinlich hat er dieses Lehen nach einer Bittstrophe an Friedrich II. erhalten. Diese Bittstrophe ist im selben Ton aufgenommen und heißt Von Rôme voget, von Pülle künic (Lachmann 28,1). Es ist jedoch unbekannt, was für ein Lehen Walther bekam. Es könnte sich hier um ein Haus oder ein Stück Grund handeln, aber auch um  eine Rente, obwohl dies von der Forschung eher bezweifelt wird. Es sicherte jedenfalls Walthers Einkommen. Der Spruch wird auf rund 1220 n. Chr. datiert. Es ist eines der bekanntesten Gedichte von Walther von der Vogelweide.

## Text
[28,31] Ich hân mîn lêhen, al die werlt, ich hân mîn lêhen. 

nû enfürhte ich niht den hornunc an die zêhen,

und wil alle boese hêren dester minre flêhen.

der edel künec, der milte künec hât mich berâten,

daz ich den sumer luft und in dem winter hitze hân.

mîn nâhgebûren dunke ich verre baz getân:

si sehent mich niht mêr an in butzen wîs als si wîlent tâten.

[29,1] ich bin ze lange arm gewesen ân mînen danc.

ich was sô volle scheltens daz mîn âten stanc:

daz hât der künec gemachet reine, und dar zuo mînen sanc.

(Lachmann) 

Anmerkungen von Lachmann: 36. minen (C), 1. arn (C) 

Neuhochdeutsche Übersetzung:

Ich hab’ mein Lehen, alle Welt, ich hab’ mein Lehen! 

Nun fürchte ich nicht mehr den Februar an den Zehen

und werde alle schlechten Herren um nichts mehr bitten.

Der edle König, der mildtätige König hat für mich gesorgt,

dass ich im Sommer kühle Luft und im Winter Wärme habe.

Bei meinen Nachbarn bin ich viel geschätzter:

Sie sehn mich nicht mehr als Schreckgespenst, wie sie es einst taten.

Ich bin zu lange arm gewesen ohne meine Schuld;

ich war so voller Schelte, dass mein Atem stank.

Das hat der König rein gemacht und mein Singen dazu.

## Interpretation
Das Lehen ist ein zurückkehrendes Thema in Walthers Dichtwerken. Zweimal bittet er in dem Friedrichston um ein Lehen, nämlich in 27,7 und in 28,1. Im ersten geht es um ein unbrauchbares Lehen. Die geäußerte Kritik hat aber wenig mit dieser Strophe zu tun, da es sehr unwahrscheinlich ist, dass das Lehen hier Geld ist. Hier handelt es eher um ein Grundstück oder ein kleines Haus.
In der Strophe zeigt Walther von der Vogelweide seinen Dank für die Erhalt seines Lehens. Die Folgen werden hier betont: Walther braucht den hornunc, den Februar, nicht mehr zu fürchten. Der Februar ist der kälteste Monat im Jahr und hier als pars pro toto für den Winter benutzt. Auch muss er keine schlechten Herren mehr bitten. Es wird angenommen, dass er hier auf Otto IV. hinweist, der in 26,23 als der manne boeste benannt wird. Danach verfällt Walther in weitere Danksagungen. Am Ende des Gedichts betont er, dass er keine Bittstrophen mehr singen muss und sich nun wieder anderen Themen widmen kann.

## Gattung und Form
Die Strophe gehört zum Friedrichston, der der Sangspruchdichtung unterzuordnen ist. Die Sangspruchdichtung ist eine eher politisch engagierte Art der Dichtung, die Bezug auf die Realität nimmt. Die Bitte um ein Lehen und das Danken für den Erhalt des Lehens sind deshalb keine ungewöhnlichen Themen.
Die Sangspruchdichtung hatte ursprünglich vierhebige Verse und wurde mit Paarreimen geschrieben. Dies änderte sich später, wodurch auch andere Reimformen und Metren vorkommen. Das Reimschema dieses Tons, und deshalb auch von dieser Strophe, ist AAA BCCB EEE. Die ersten drei und letzten drei Zeilen werden im Paarreim geschrieben, doch dazwischen gibt es umschlingende Reime. 
Metrisch hat jeder Vers 13 Silben. Vers 2 und 3 sind auftaktlos, was bedeutet, dass die Betonung auf dem zweiten Wort liegt. Vers 6 hat einen zweisilbigen Auftakt: die Betonung liegt auf nâhgebûhren. In Vers 4, 7 und 10 stehen einige dreisilbige Binnentakte: künic der und künic hât in Vers 4, sehent mich und wîs als si in Vers 7 und künic ge- in Vers 10. Hier liegt die Betonung auf der ersten Silbe und es folgen zwei unbetonte Silben.

## Datierung
Allgemein wird angenommen, dass Walther sein Lehen 1220 n. Chr. erhalten hat. 1220 ist das Jahr, in dem Friedrich nach Italien ging. Er hat danach Deutschland zu Walthers Lebzeiten nicht mehr betreten. In der Lehensbitte (28,1) spricht Walther von nôt. Es wird angenommen, dass es sich hier um die Not des Königs handelt, da er zum Kreuzzug aufbrechen musste. Den hatte er schon 1215 versprochen, aber erst 1220 sah es danach aus, dass er auf den Kreuzzug gehen konnte. Der im Jahr 1220 gehaltene Hoftag in Frankfurt am Main wird allgemein als das Moment, wann Walther sein Lehen erhielt, gesehen.
Jedoch nimmt Karl Bertau an, dass das Lehen schon eher vergeben wurde. Seiner Meinung nach ist es „lächerlich“, dass der König Walther belehnt, bevor er aufbricht. Bertau glaubt eher, dass das Lehen auf einem der Würzburger Hoftage, die 1216, 1218 und 1219 stattfanden, gegeben wurde. Deshalb datiert er die Lehensbitte schon 1215, als Friedrich zum König gekrönt wurde. Die Gegend von Würzburg nennt er deshalb, weil Walther aller Wahrscheinlichkeit nach dort beerdigt wurde.

## Überlieferung und Handschrift
Anders als die Lehensbitte, die in fünf verschiedenen Handschriften überliefert worden ist, ist der Lehensdank nur in der manessischen Liederhandschrift (C) überliefert. 
In dieser Handschrift sind noch einige Strophen zu finden, die mit dem Lehen zu tun haben. Zweifelhaft ist die Beziehung zu Lachmann 27,7, in der Walther ironisch auf ein Lehen Bezug nimmt. Wahrscheinlich bezieht sich diese Strophe nicht auf dieses Lehen. Wohl stehen noch zwei Frauenpreislieder in Verbindung mit der Lehensbitte, nämlich Lachmann 27,17 (Durhsüezet und geblüemet sint die reinen frouwen) und 27,27 (Vil süeze frowe hôhgelopt mit reiner güete). Diese könnten als weiteren Dankesstrophen gelten.